# Чорешть (Вилча)
Чорешть, Чорешті (рум. Ciorăști) — село у повіті Вилча в Румунії. Входить до складу комуни Ширіняса.
Село розташоване на відстані 163 км на захід від Бухареста, 23 км на південний захід від Римніку-Вилчі, 75 км на північ від Крайови, 137 км на південний захід від Брашова.

## Населення
За даними перепису населення 2002 року у селі проживали 669 осіб, усі — румуни. Усі жителі села рідною мовою назвали румунську.